# Dan (film)
 For alternative betydninger, se Dan. (Se også artikler, som begynder med Dan)
Dan er en dansk børnefilm fra 1997 instrueret af Jonathan Nyman efter eget manuskript.

## Handling
Dan er bare 10 år og har både en lille- og storesøster, som driller, irettesætter og manipulerer. Dan taber hele tiden spillet om de travle forældres gunst og bliver altid syndebukken, der ender med at tage opvasken alene som straf. Og når familien skal hygge, er der heller ikke rigtig plads til ham.

## Medvirkende
- Andreas Danielsen, Dan
- Jo Iggens, Dans søster
- Laura Nørregaard, Dans søster
- Margrethe Manley, Mor
- Jens Zacho Böye, Far